# Tim Gajser
Tim Gajser   (Ptuj, 8 de setembre de 1996) és un pilot de motocròs eslovè que ha estat cinc vegades campió del món (una en la categoria MX2 i quatre en MXGP). Al llarg de la seva carrera ha aconseguit molts altres èxits, entre ells 45 victòries en Grans Premis, 1 campionat del món júnior, 3 d'Europa, 9 d'Eslovènia i 5 d'Itàlia. Actualment, competeix al mundial de MXGP amb l'equip Gariboldi Honda.

## Resum biogràfic
Nascut a Ptuj, Gajser ha viscut sempre a Makole, llogarret situat a poc més de 20 km al sud-oest. El seu pare, Bogomir, fou també pilot de motocròs i va introduir son fill en aquest esport a edat molt primerenca. Bogomir segueix essent el seu entrenador a hores d'ara.

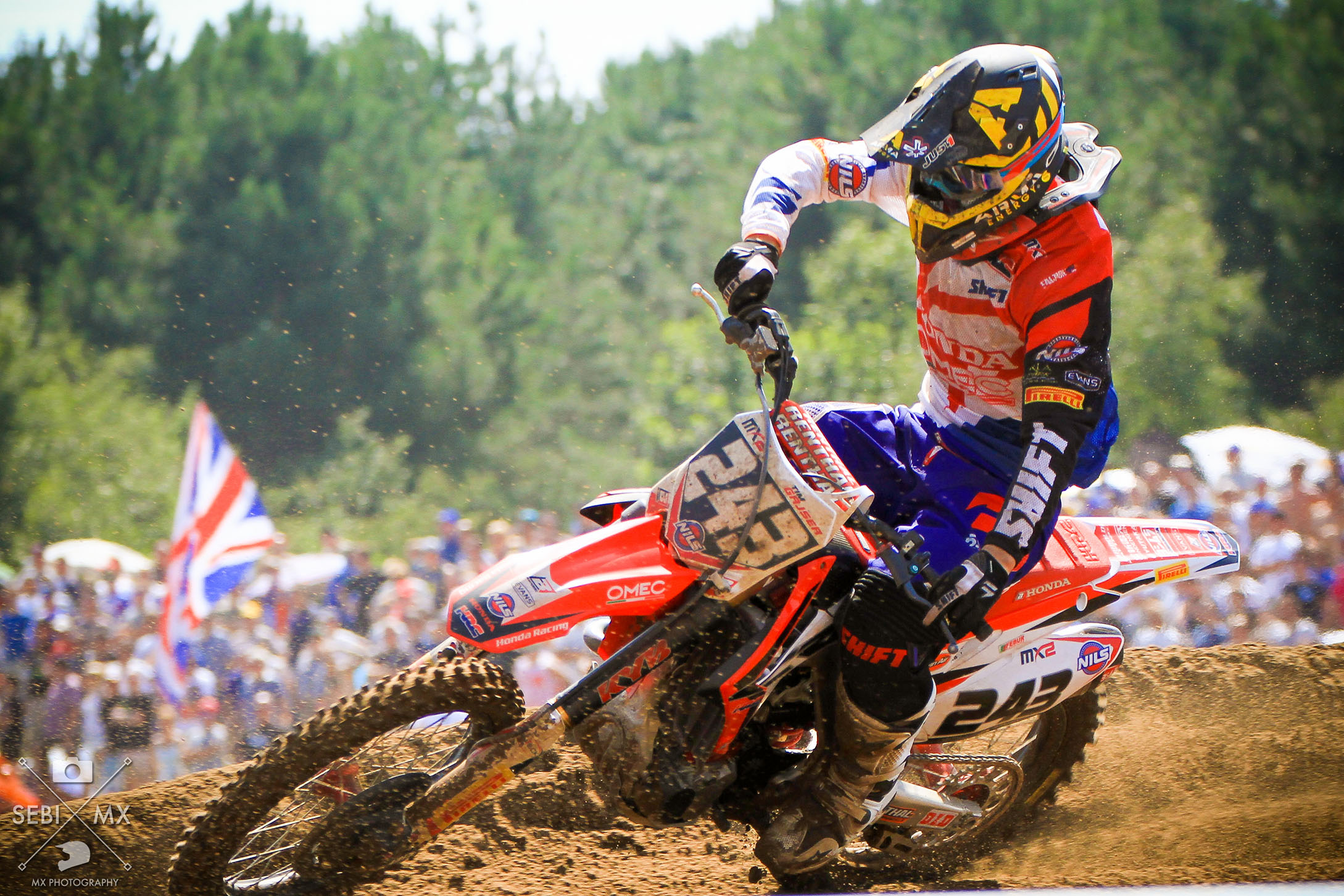
Gajser a Lommel el 2015

Gajser té un germà gran, Nejc, i dues germanes més joves, Alja i Neja. El 1995, la seva família va viure la tràgica mort del seu germà de tres anys, Žan, en un accident durant una cursa de motocròs. Mentre el nen rondava per la pista, sota un salt, fou colpit a la templa per la moto del seu pare al moment d'aterrar i es va morir a l'instant. Tim Gajser corre amb el número 243 en honor del seu germà mort, qui era nascut el 24 de març.
Tim Gajser començà a guanyar títols de ben petit. El 2007, a encara no 11 anys, guanyà el Campionat d'Europa de 65cc, el 2009 el de 85cc i el 2012 el de 125cc. Aquell mateix any guanyà el Campionat del Món i el d'Itàlia júnior de la mateixa cilindrada i debutà al mundial de MX2, on no ha deixat de progressar fins a l'actualitat.

## Palmarès al mundial de motocròs
A 12 de desembre de 2024
Font:
| 2012         | KTM          | -    | 35è |
| 2013         | KTM          | -    | 20è |
|              |              | MXGP |     |
| 2014         | Honda        | -    | 5è  |
| 2015         | Honda        | -    | 1r  |
| 2016         | Honda        | 1r   | -   |
| 2017         | Honda        | 5è   | -   |
| 2018         | Honda        | 4t   | -   |
| 2019         | Honda        | 1r   | -   |
| 2020         | Honda        | 1r   | -   |
| 2021         | Honda        | 3r   | -   |
| 2022         | Honda        | 1r   | -   |
| 2023         | Honda        | 11è  | -   |
| 2024         | Honda        | 2n   | -   |
| Total títols | Total títols | 4    | 1   |

### Resultats per Gran Premi
(Llegenda)
| Any Campionat | Rda 1 | Rda 2 | Rda 3 | Rda 4 | Rda 5 | Rda 6 | Rda 7 | Rda 8 | Rda 9 | Rda 10 | Rda 11 | Rda 12 | Rda 13 | Rda 14 | Rda 15 | Rda 16 | Rda 17 | Rda 18 | Rda 19 | Rda 20 | Posició mitjana | % Podis | Posició |
| ------------- | ----- | ----- | ----- | ----- | ----- | ----- | ----- | ----- | ----- | ------ | ------ | ------ | ------ | ------ | ------ | ------ | ------ | ------ | ------ | ------ | --------------- | ------- | ------- |
| 2014 MX2      | 9     | 18    | 5     | 7     | 8     | 10    | 7     | 3     | 7     | 5      | 2      | 3      | 2      | 6      | 5      | 3      | 2      | -      | -      | -      | 6,00            | 35%     | 5è      |
| 2015 MX2      | 4     | 11    | 5     | 1     | 17    | 5     | OUT   | 2     | 1     | 1      | 1      | 5      | 10     | 6      | 2      | 1      | 2      | 4      | -      | -      | 4,58            | 47%     | 1r      |
| 2016 MXGP     | 1     | 3     | 2     | 3     | 1     | 1     | 1     | 2     | 3     | 1      | 2      | 1      | 1      | 2      | 5      | 2      | DNF    | 2      | 3      | -      | 2,00            | 94%     | 1r      |
| 2017 MXGP     | 2     | 7     | 1     | 1     | 2     | 5     | 17    | 11    | OUT   | OUT    | 10     | 6      | 3      | 11     | 6      | 1      | 4      | 29     | 2      | -      | 6,94            | 41%     | 5è      |
| 2018 MXGP     | OUT   | 9     | 6     | 7     | 3     | 5     | 5     | 2     | 5     | 3      | 4      | 4      | 2      | 3      | 7      | 6      | 2      | 2      | 5      | 2      | 4,31            | 42%     | 4t      |
| 2019 MXGP     | 2     | 2     | 3     | 1     | 1     | 1     | 6     | 1     | 1     | 1      | 1      | 1      | 2      | 1      | 3      | 2      | 4      | 4      | -      | -      | 2,05            | 83%     | 1r      |
| 2020 MXGP     | 2     | 2     | 2     | 13    | 8     | 6     | 2     | 2     | 4     | 3      | 1      | 2      | 1      | 2      | 1      | 2      | 1      | 1      | -      | -      | 3,05            | 78%     | 1r      |
| 2021 MXGP     | 1     | 2     | 7     | 1     | 6     | 6     | 1     | 3     | 2     | 12     | 1      | 3      | 3      | 3      | 2      | 2      | 4      | 2      | -      | -      | 3,39            | 72%     | 3r      |
| 2022 MXGP     | 1     | 1     | 1     | 2     | 1     | 1     | 1     | 7     | 4     | 4      | 1      | 1      | 3      | 7      | 2      | 6      | 1      | 1      | -      | -      | 2,50            | 72%     | 1r      |
| 2023 MXGP     | OUT   | OUT   | OUT   | OUT   | OUT   | OUT   | OUT   | OUT   | OUT   | OUT    | OUT    | 7      | 15     | 6      | 10     | 5      | 1      | 5      | 1      | -      | 6,25            | 25%     | 11è     |
| 2024 MXGP     | 3     | 2     | 2     | 3     | 3     | 4     | 1     | 2     | 2     | 1      | 4      | 2      | 1      | 4      | 2      | 3      | 1      | 2      | 7      | 2      | 2,55            | 80%     | 2n      |